# Lijst van rijksmonumenten in Middelburg (binnenstad)/Damplein

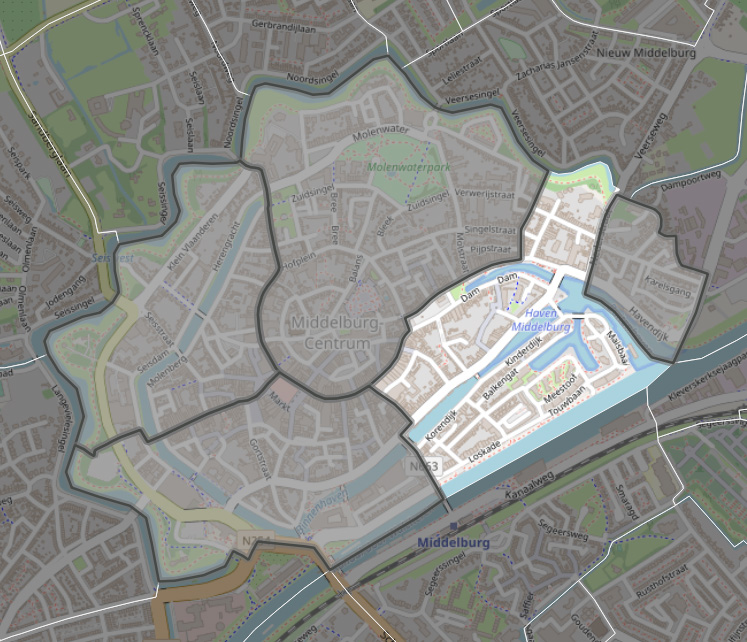
De buurt Damplein in de binnenstad van Middelburg

De buurt Damplein in de binnenstad van Middelburg heeft 299 inschrijvingen in het rijksmonumentenregister; hieronder een overzicht.
| Object | Oorspronkelijke functie?  | Bouwjaar                                     | Architect         | Locatie                | Coördinaten?                  | Nr.?   | Afbeelding                                                                              |
| --- | ------------------------- | -------------------------------------------- | ----------------- | ---------------------- | ----------------------------- | ------ | --------------------------------------------------------------------------------------- |
| Huis met rechte gevel | Woonhuis                  | 17e eeuw                                     |                   | Bellinkstraat 3        | 51° 29' 59" NB, 3° 37' 4" OL  | 28693  | Meer afbeeldingen                                                                       |
| Huis met trapgevel | Pakhuis                   | 17e eeuw                                     |                   | Bellinkstraat 4        | 51° 29' 58" NB, 3° 37' 3" OL  | 28706  | Meer afbeeldingen                                                                       |
| Natuurstenen tuinpoort met gebeeldhouwde sluitsteen, zijposten en kroonlijstconsoles | Erfscheiding              | eerste helft 17e eeuw                        |                   | Bellinkstraat bij 4    | 51° 29' 58" NB, 3° 37' 4" OL  | 28705  | Natuurstenen tuinpoort met gebeeldhouwde sluitsteen, zijposten en kroonlijstconsoles    |
| Huis met gecementeerde rechte gevel | Woonhuis                  | 17e-19e eeuw                                 |                   | Bellinkstraat 5        | 51° 29' 59" NB, 3° 37' 4" OL  | 28694  | Meer afbeeldingen                                                                       |
| Huis met op aanzetvoluten rustende lijst, die de vroegere top vervangt | Woonhuis                  | 17e eeuw                                     |                   | Bellinkstraat 6        | 51° 29' 58" NB, 3° 37' 4" OL  | 28707  | Meer afbeeldingen                                                                       |
| Huis met lijstgevel | Woonhuis                  | 17e eeuw                                     |                   | Bellinkstraat 7        | 51° 29' 59" NB, 3° 37' 4" OL  | 28695  | Meer afbeeldingen                                                                       |
| Huis met gepleisterde lijstgevel | Woonhuis                  | 17e-18e eeuw                                 |                   | Bellinkstraat 10       | 51° 29' 57" NB, 3° 37' 4" OL  | 28708  | Meer afbeeldingen                                                                       |
| Hoekhuis aan open pleintje halverwege de straat | Gebouw                    | 18e eeuw                                     |                   | Bellinkstraat 13       | 51° 29' 58" NB, 3° 37' 4" OL  | 28696  | Meer afbeeldingen                                                                       |
| Huis met geverfde rechte gevel met gootlijst op klossen | Woonhuis                  | 17e-18e eeuw                                 |                   | Bellinkstraat 14       | 51° 29' 57" NB, 3° 37' 4" OL  | 28709  | Huis met geverfde rechte gevel met gootlijst op klossen                                 |
| Huis met geverfde rechte gevel met gootlijst op klossen | Woonhuis                  | 17e eeuw                                     |                   | Bellinkstraat 16       | 51° 29' 57" NB, 3° 37' 4" OL  | 28710  | Meer afbeeldingen                                                                       |
| Huis met rechte gevel | Woonhuis                  | 18e eeuw                                     |                   | Bellinkstraat 18       | 51° 29' 57" NB, 3° 37' 4" OL  | 28711  | Meer afbeeldingen                                                                       |
| Huis met eenvoudige gepleisterde lijstgevel | Woonhuis                  | 18e eeuw                                     |                   | Bellinkstraat 20       | 51° 29' 57" NB, 3° 37' 5" OL  | 28712  | Meer afbeeldingen                                                                       |
| Huis met rechte gecementeerde gevel, op klossen rustende gootlijst | Woonhuis                  | 17e eeuw                                     |                   | Bellinkstraat 21       | 51° 29' 57" NB, 3° 37' 5" OL  | 28697  | Huis met rechte gecementeerde gevel, op klossen rustende gootlijst                      |
| Huis met geverfde lijstgevel | Woonhuis                  | 18e eeuw                                     |                   | Bellinkstraat 23       | 51° 29' 57" NB, 3° 37' 5" OL  | 28698  | Meer afbeeldingen                                                                       |
| Huis met rechte gevel | Woonhuis                  | 17e eeuw                                     |                   | Bellinkstraat 24       | 51° 29' 57" NB, 3° 37' 5" OL  | 28713  | Meer afbeeldingen                                                                       |
| Pakhuis | Woonhuis                  | 17e-18e eeuw                                 |                   | Bellinkstraat 25       | 51° 29' 57" NB, 3° 37' 5" OL  | 28699  | Pakhuis                                                                                 |
| Huis met trapgevel | Woonhuis                  | 17e eeuw                                     |                   | Bellinkstraat 26       | 51° 29' 57" NB, 3° 37' 5" OL  | 28714  | Meer afbeeldingen                                                                       |
| Huis met gecementeerde rechte gevel, muurankers | Woonhuis                  | 18e eeuw                                     |                   | Bellinkstraat 27       | 51° 29' 57" NB, 3° 37' 5" OL  | 28700  | Huis met gecementeerde rechte gevel, muurankers                                         |
| Huis met rechte gevel, waarin vensters met ontlastingsbogen | Woonhuis                  | 17e-18e eeuw                                 |                   | Bellinkstraat 28       | 51° 29' 56" NB, 3° 37' 6" OL  | 28715  | Meer afbeeldingen                                                                       |
| Huis met geverfde rechte gevel, muurankers en ontlastingsbogen | Woonhuis                  | 17e-18e eeuw                                 |                   | Bellinkstraat 29       | 51° 29' 57" NB, 3° 37' 6" OL  | 28701  | Meer afbeeldingen                                                                       |
| Huis met afgeknotte puntgevel waarin ontlastingsbogen en gele banden in rood metselwerk                                                                                                 | Woonhuis                  | 17e eeuw                                     |                   | Bellinkstraat 31       | 51° 29' 57" NB, 3° 37' 6" OL  | 28702  | Meer afbeeldingen                                                                       |
| Huis met rechte gevel, gootlijst op klossen | Woonhuis                  | 17e-18e eeuw                                 |                   | Bellinkstraat 32       | 51° 29' 56" NB, 3° 37' 6" OL  | 28716  | Meer afbeeldingen                                                                       |
| Hoekhuis, huis met lijstgevel, kroonlijst met consoles en panelen | Woonhuis                  |                                              |                   | Bellinkstraat 34       | 51° 29' 56" NB, 3° 37' 6" OL  | 28717  | Meer afbeeldingen                                                                       |
| Huis met geverfde rechte gevel | Woonhuis                  | 17e-18e eeuw                                 |                   | Bellinkstraat 35       | 51° 29' 56" NB, 3° 37' 6" OL  | 28703  | Meer afbeeldingen                                                                       |
| Apart genummerde zijingang van het hoekpand rouaanse kaai | Gebouw                    | 18e-19e eeuw                                 |                   | Bellinkstraat 37       | 51° 29' 56" NB, 3° 37' 7" OL  | 28704  | Meer afbeeldingen                                                                       |
| Apart genummerde ingang in de gepleisterde zijgevel van het hoekhuis bierkaai 1 | Woonhuis                  |                                              |                   | Bierkaai 1             | 51° 29' 55" NB, 3° 37' 5" OL  | 29363  | Meer afbeeldingen                                                                       |
| De Harpe | Woonhuis                  | 1741                                         |                   | Bierkaai 3             | 51° 29' 55" NB, 3° 37' 5" OL  | 28719  | Meer afbeeldingen                                                                       |
| Huis met aan weerszijden ingezwenkte gecementeerde lijstgevel | Woonhuis                  | 18e-19e eeuw                                 |                   | Bierkaai bij 3         | 51° 29' 55" NB, 3° 37' 5" OL  | 28718  | Upload foto                                                                             |
| Huis met gepleisterde lijstgevel genaamd 'De meyboom' | Woonhuis                  | 18e-19e eeuw                                 |                   | Bierkaai 5             | 51° 29' 55" NB, 3° 37' 5" OL  | 28720  | Meer afbeeldingen                                                                       |
| Huis met geverfde lijstgevel | Woonhuis                  | 17e-18e eeuw                                 |                   | Bierkaai 7             | 51° 29' 55" NB, 3° 37' 5" OL  | 28721  | Meer afbeeldingen                                                                       |
| Huis met lijstgevel, onderbouw gepleisterd | Woonhuis                  | 18e-19e eeuw                                 |                   | Bierkaai 9             | 51° 29' 55" NB, 3° 37' 6" OL  | 28722  | Meer afbeeldingen                                                                       |
| Huis met lijstgevel | Woonhuis                  | 18e eeuw                                     |                   | Bierkaai 11            | 51° 29' 56" NB, 3° 37' 6" OL  | 28723  | Meer afbeeldingen                                                                       |
| Huis met gecementeerde lijstgevel | Woonhuis                  | 18e eeuw                                     |                   | Brakstraat 1           | 51° 30' 6" NB, 3° 37' 15" OL  | 28755  | Meer afbeeldingen                                                                       |
| Huis genaamd 'Het hertshoofd' | Woonhuis                  | 18e eeuw                                     |                   | Brakstraat 2           | 51° 30' 6" NB, 3° 37' 16" OL  | 28763  | Meer afbeeldingen                                                                       |
| Huis met gepleisterde lijstgevel | Woonhuis                  | 18e eeuw                                     |                   | Brakstraat 4           | 51° 30' 6" NB, 3° 37' 16" OL  | 28764  | Meer afbeeldingen                                                                       |
| Huis met gepleisterde rechte gevel | Woonhuis                  | 18e eeuw                                     |                   | Brakstraat 5           | 51° 30' 6" NB, 3° 37' 15" OL  | 28756  | Meer afbeeldingen                                                                       |
| Huis met trapgevel | Werk-woonhuis             | 17e-18e eeuw                                 |                   | Brakstraat 6           | 51° 30' 6" NB, 3° 37' 16" OL  | 28765  | Meer afbeeldingen                                                                       |
| Huis met trapgevel in gele en rode baksteen | Woonhuis                  | 17e eeuw                                     |                   | Brakstraat 9           | 51° 30' 6" NB, 3° 37' 16" OL  | 28757  | Meer afbeeldingen                                                                       |
| Huis met rechte gevel | Woonhuis                  | 17e-18e eeuw                                 |                   | Brakstraat 10          | 51° 30' 6" NB, 3° 37' 16" OL  | 28766  | Meer afbeeldingen                                                                       |
| Huis met geverfde puntgevel, onderbouw gepleisterd | Woonhuis                  | 17e-19e eeuw                                 |                   | Brakstraat 13          | 51° 30' 6" NB, 3° 37' 16" OL  | 28758  | Meer afbeeldingen                                                                       |
| Huis met gepleisterde lijstgevel | Woonhuis                  | 18e eeuw                                     |                   | Brakstraat 15          | 51° 30' 7" NB, 3° 37' 16" OL  | 28759  | Meer afbeeldingen                                                                       |
| Huis met gepleisterde rechte gevel | Werk-woonhuis             | 18e eeuw                                     |                   | Brakstraat 26          | 51° 30' 7" NB, 3° 37' 17" OL  | 28767  | Meer afbeeldingen                                                                       |
| Huis met rechte gevel | Woonhuis                  | 18e eeuw                                     |                   | Brakstraat 27          | 51° 30' 8" NB, 3° 37' 16" OL  | 28760  | Huis met rechte gevel                                                                   |
| Huis met lijstgevel op hardstenen plint | Woonhuis                  | 18e eeuw                                     |                   | Brakstraat 28          | 51° 30' 7" NB, 3° 37' 17" OL  | 28768  | Meer afbeeldingen                                                                       |
| Huis met lijstgevel op hardstenen plint | Werk-woonhuis             | 18e eeuw                                     |                   | Brakstraat 30          | 51° 30' 8" NB, 3° 37' 18" OL  | 28769  | Meer afbeeldingen                                                                       |
| Huis met lijstgevel | Woonhuis                  | 18e eeuw                                     |                   | Brakstraat 32          | 51° 30' 8" NB, 3° 37' 18" OL  | 28770  | Meer afbeeldingen                                                                       |
| Huis met in blokken gepleisterde rechte gevel | Woonhuis                  | 18e eeuw                                     |                   | Brakstraat 34          | 51° 30' 8" NB, 3° 37' 18" OL  | 28771  | Meer afbeeldingen                                                                       |
| Huis met eenvoudige lijstgevel | Woonhuis                  | 17e eeuw                                     |                   | Brakstraat 36          | 51° 30' 8" NB, 3° 37' 18" OL  | 28772  | Meer afbeeldingen                                                                       |
| Huis genaamd 'Constantinopolen' met gepleisterde lijstgevel | Woonhuis                  | 18e eeuw                                     |                   | Brakstraat 39          | 51° 30' 8" NB, 3° 37' 17" OL  | 28761  | Huis genaamd 'Constantinopolen' met gepleisterde lijstgevel                             |
| Huis met eenvoudige lijstgevel | Woonhuis                  | 1780                                         |                   | Brakstraat 41          | 51° 30' 8" NB, 3° 37' 17" OL  | 28762  | Meer afbeeldingen                                                                       |
| Huis genaamd 'Edenburgh' met gecementeerde rechte gevel | Woonhuis                  | 18e eeuw                                     |                   | Breestraat 15          | 51° 30' 10" NB, 3° 37' 17" OL | 28785  | Huis genaamd 'Edenburgh' met gecementeerde rechte gevel                                 |
| Huis met door lijst afgeknotte gecementeerde puntgevel | Woonhuis                  | 17e-18e eeuw                                 |                   | Breestraat 15          | 51° 30' 9" NB, 3° 37' 18" OL  | 28787  | Meer afbeeldingen                                                                       |
| Huis met gecementeerde rechte gevel | Woonhuis                  | 17e-18e eeuw                                 |                   | Breestraat 15          | 51° 30' 9" NB, 3° 37' 17" OL  | 28786  | Huis met gecementeerde rechte gevel                                                     |
| Huis met gepleisterde trapgevel, hardstenen dekplaten op de treden | Woonhuis                  | 17e eeuw                                     |                   | Breestraat 15          | 51° 30' 9" NB, 3° 37' 17" OL  | 28784  | Huis met gepleisterde trapgevel, hardstenen dekplaten op de treden                      |
| Huis met rechte gevel | Woonhuis                  | 18e eeuw                                     |                   | Breestraat 15          | 51° 30' 10" NB, 3° 37' 17" OL | 28783  | Huis met rechte gevel                                                                   |
| Fors pand met gepleisterde lijstgevel | Woonhuis                  | 17e-19e eeuw                                 |                   | Breestraat 59          | 51° 30' 8" NB, 3° 37' 22" OL  | 28788  | Fors pand met gepleisterde lijstgevel                                                   |
| Pand met geverfde lijstgevel, ontlastingsbogen boven de vensters van de verdieping | Woonhuis                  | 17e-18e eeuw                                 |                   | Breestraat 66          | 51° 30' 7" NB, 3° 37' 22" OL  | 28792  | Meer afbeeldingen                                                                       |
| Dwarspand, met lijstgevel aan de straat en zijtopgevel met vlechtingen | Woonhuis                  | 17e-19e eeuw                                 |                   | Breestraat 67          | 51° 30' 8" NB, 3° 37' 22" OL  | 28789  | Dwarspand, met lijstgevel aan de straat en zijtopgevel met vlechtingen                  |
| Huis met lijstgevel | Woonhuis                  | 17e-18e eeuw                                 |                   | Breestraat 68          | 51° 30' 7" NB, 3° 37' 23" OL  | 28793  | Meer afbeeldingen                                                                       |
| Door rechte lijst afgesloten woninggedeelte, gebouwd boven een doorgang met een natuurstenen poortboog aan de straat                                                                    | Gebouw                    | 17e eeuw (poortboog)                         |                   | Breestraat 70          | 51° 30' 7" NB, 3° 37' 23" OL  | 28794  | Meer afbeeldingen                                                                       |
| Huis met afgeknotte puntgevel, in de top stenen kruiskozijnen | Woonhuis                  | 17e eeuw                                     |                   | Breestraat 72          | 51° 30' 7" NB, 3° 37' 23" OL  | 28795  | Meer afbeeldingen                                                                       |
| Huis met rechte gevel en schilddak | Woonhuis                  | 1737 (datering)                              |                   | Breestraat 74          | 51° 30' 7" NB, 3° 37' 23" OL  | 28796  | Meer afbeeldingen                                                                       |
| Pand met door lijst ingekorte topgevel, lijst met hoekstukken | Woonhuis                  | 17e-19e eeuw                                 |                   | Breestraat 75          | 51° 30' 8" NB, 3° 37' 23" OL  | 28790  | Meer afbeeldingen                                                                       |
| Hoekhuis met gecementeerde lijstgevel | Woonhuis                  | 18e eeuw                                     |                   | Breestraat 83          | 51° 30' 7" NB, 3° 37' 24" OL  | 28791  | Meer afbeeldingen                                                                       |
| Huis met rechte gevel | Woonhuis                  | 18e eeuw                                     |                   | Dam 2                  | 51° 30' 0" NB, 3° 37' 4" OL   | 28826  | Meer afbeeldingen                                                                       |
| Huis met gepleisterde lijstgevel | Woonhuis                  | 18e-19e eeuw                                 |                   | Dam 4                  | 51° 30' 0" NB, 3° 37' 4" OL   | 28827  | Meer afbeeldingen                                                                       |
| Huis met gepleisterde lijstgevel op plint van natuursteen met zwartgeschilderde banden                                                                                                  | Woonhuis                  | 18e eeuw                                     |                   | Dam 6                  | 51° 30' 1" NB, 3° 37' 5" OL   | 28828  | Meer afbeeldingen                                                                       |
| De Posthoorn en De Roeybaerse. | Woonhuis                  | 18e eeuw                                     |                   | Dam 8                  | 51° 30' 1" NB, 3° 37' 5" OL   | 28829  | Meer afbeeldingen                                                                       |
| Huis Bourgogne | Woonhuis                  | 18e eeuw                                     |                   | Dam 10                 | 51° 30' 1" NB, 3° 37' 6" OL   | 28830  | Meer afbeeldingen                                                                       |
| Huis met rechte gevel | Woonhuis                  | 19e eeuw                                     |                   | Dam 12                 | 51° 30' 1" NB, 3° 37' 6" OL   | 28831  | Meer afbeeldingen                                                                       |
| Den keyser | Woonhuis                  | 1735 (datering)                              |                   | Dam 16                 | 51° 30' 1" NB, 3° 37' 6" OL   | 28832  | Meer afbeeldingen                                                                       |
| Huis met lijstgevel | Woonhuis                  | 18e eeuw                                     |                   | Dam 18                 | 51° 30' 1" NB, 3° 37' 7" OL   | 28833  | Meer afbeeldingen                                                                       |
| Huis met lijstgevel voorzien van | Woonhuis                  | 19e eeuw                                     |                   | Dam 20                 | 51° 30' 2" NB, 3° 37' 7" OL   | 28834  | Meer afbeeldingen                                                                       |
| Pand met lijstgevel, dakkapel | Woonhuis                  | 17e-19e eeuw                                 |                   | Dam 22                 | 51° 30' 2" NB, 3° 37' 7" OL   | 28835  | Meer afbeeldingen                                                                       |
| Overbouwde poort ten Oosten van nr 22 | Erfscheiding              |                                              |                   | Dam 24                 | 51° 30' 2" NB, 3° 37' 7" OL   | 28836  | Meer afbeeldingen                                                                       |
| Huis met rechte gevel | Woonhuis                  | 17e-18e eeuw                                 |                   | Dam 26                 | 51° 30' 2" NB, 3° 37' 7" OL   | 28837  | Meer afbeeldingen                                                                       |
| De Blauwe Fonteijn | Woonhuis                  |                                              |                   | Dam 28                 | 51° 30' 2" NB, 3° 37' 8" OL   | 28838  | Meer afbeeldingen                                                                       |
| Huis met rechte gevel en schilddak met pirons en getoogd dakvenster | Woonhuis                  | 18e eeuw                                     |                   | Dam 30                 | 51° 30' 2" NB, 3° 37' 8" OL   | 28839  | Meer afbeeldingen                                                                       |
| Het Gouden Cruys | Woonhuis                  | laatste kwart 16e eeuw                       |                   | Dam 36                 | 51° 30' 2" NB, 3° 37' 9" OL   | 28840  | Meer afbeeldingen                                                                       |
| Huis met geverfde rechte gevel | Woonhuis                  | 17e-18e eeuw                                 |                   | Dam 38                 | 51° 30' 2" NB, 3° 37' 9" OL   | 28841  | Meer afbeeldingen                                                                       |
| Huis met rechte gevel, in de kroonlijst gedateerd 1725 | Woonhuis                  | 1725 (datering)                              |                   | Dam 42                 | 51° 30' 3" NB, 3° 37' 9" OL   | 28842  | Meer afbeeldingen                                                                       |
| Huis met gepleisterde lijstgevel | Woonhuis                  | 18e eeuw                                     |                   | Dam 46                 | 51° 30' 3" NB, 3° 37' 10" OL  | 28843  | Meer afbeeldingen                                                                       |
| De Spelende Leeuw | Woonhuis                  | 18e eeuw                                     |                   | Dam 48                 | 51° 30' 3" NB, 3° 37' 10" OL  | 28844  | Meer afbeeldingen                                                                       |
| Cromhout en Gouden Lelie | Woonhuis                  | 18e eeuw                                     |                   | Dam 50                 | 51° 30' 3" NB, 3° 37' 10" OL  | 28845  | Meer afbeeldingen                                                                       |
| Huis met geverfde lijstgevel | Woonhuis                  | 17e-18e eeuw                                 |                   | Dam 52                 | 51° 30' 3" NB, 3° 37' 11" OL  | 28846  | Meer afbeeldingen                                                                       |
| Hoekpand met lijstgevel aan de Kaai en blinde zijgevel aan de Kuiperspoort | Woonhuis                  | 17e-18e eeuw                                 |                   | Dam 54                 | 51° 30' 3" NB, 3° 37' 11" OL  | 28847  | Meer afbeeldingen                                                                       |
| Dokmuur Prins Hendrikdok | Waterweg, werf en haven   | 1875                                         |                   | Dam                    | 51° 30' 4" NB, 3° 37' 10" OL  | 29721  | Dokmuur Prins Hendrikdok                                                                |
| Huis 'Den berg etna' met rechte gevel op met zwarte banden versierde natuurstenen plint                                                                                                 | Werk-woonhuis             | 18e eeuw                                     |                   | Damplein 12            | 51° 29' 59" NB, 3° 36' 59" OL | 28866  | Huis 'Den berg etna' met rechte gevel op met zwarte banden versierde natuurstenen plint |
| Huis met afgeknotte topgevel | Werk-woonhuis             | 18e eeuw                                     |                   | Damplein 14            | 51° 29' 59" NB, 3° 36' 59" OL | 28867  | Huis met afgeknotte topgevel                                                            |
| Huis met rechte gevel | Werk-woonhuis             | 1733 (datering) 18e eeuw                     |                   | Damplein 16            | 51° 29' 59" NB, 3° 36' 60" OL | 28868  | Meer afbeeldingen                                                                       |
| Huis genaamd 'De drie meyen' met rechte gevel | Woonhuis                  | 1765 (datering) Constructie 15de-eeuws       |                   | Damplein 18            | 51° 29' 59" NB, 3° 36' 60" OL | 28869  | Meer afbeeldingen                                                                       |
| Huis met eenvoudige lijstgevel, winkelpui met middendeur | Werk-woonhuis             | 18e-19e eeuw                                 |                   | Damplein 20            | 51° 29' 59" NB, 3° 37' 0" OL  | 28870  | Meer afbeeldingen                                                                       |
| Huis met door lijst afgeknotte trapgevel, overkragend op de pui | Werk-woonhuis             | 17e-18e eeuw                                 |                   | Damplein 22            | 51° 29' 59" NB, 3° 37' 0" OL  | 28871  | Huis met door lijst afgeknotte trapgevel, overkragend op de pui                         |
| Huis genaamd 'De krakel' | Woonhuis                  | 18e eeuw                                     |                   | Damplein 26            | 51° 29' 59" NB, 3° 37' 1" OL  | 28872  | Huis genaamd 'De krakel'                                                                |
| Huis met trapgevel waarvan de top geplaatst op gevelgedeelte | Woonhuis                  | 16e-18e eeuw                                 |                   | Damplein 30            | 51° 29' 59" NB, 3° 37' 1" OL  | 28873  | Meer afbeeldingen                                                                       |
| Huis met rechte gevel, metselwerk van de verdieping | Woonhuis                  | 16e-19e eeuw                                 |                   | Damplein 32            | 51° 29' 59" NB, 3° 37' 1" OL  | 28874  | Meer afbeeldingen                                                                       |
| Huis met rechte gevel, kroonlijst met consoles | Woonhuis                  | 19e eeuw                                     |                   | Damplein 34            | 51° 29' 59" NB, 3° 37' 2" OL  | 28875  | Meer afbeeldingen                                                                       |
| Huis met gepleisterde ingezwenkte lijstgevel | Woonhuis                  | 17e-18e eeuw                                 |                   | Damplein 36            | 51° 29' 60" NB, 3° 37' 2" OL  | 28876  | Meer afbeeldingen                                                                       |
| Huis met lijstgevel, winkelpui | Werk-woonhuis             | 18e eeuw                                     |                   | Damplein 40            | 51° 29' 60" NB, 3° 37' 3" OL  | 28877  | Meer afbeeldingen                                                                       |
| Huis met lijstgevel | Werk-woonhuis             | 18e eeuw                                     |                   | Damplein 44            | 51° 29' 60" NB, 3° 37' 3" OL  | 28878  | Huis met lijstgevel                                                                     |
| Huis met trapgevel | Werk-woonhuis             | 18e eeuw                                     |                   | Damplein 46            | 51° 29' 60" NB, 3° 37' 3" OL  | 28879  | Huis met trapgevel                                                                      |
| Huis met eenvoudige rechte gevel met gesneden gootconsoles | Werk-woonhuis             | 18e eeuw                                     |                   | Damplein 48            | 51° 30' 0" NB, 3° 37' 3" OL   | 28880  | Huis met eenvoudige rechte gevel met gesneden gootconsoles                              |
| Huis met geverfde natuurstenen thans door lijst afgesloten gevel | Werk-woonhuis             | 18e eeuw                                     |                   | Damplein 50            | 51° 30' 0" NB, 3° 37' 4" OL   | 28881  | Meer afbeeldingen                                                                       |
| Breed pakhuis met verdieping | Woonhuis                  | 1735                                         |                   | Goese Korenmarkt 2     | 51° 29' 50" NB, 3° 37' 2" OL  | 29130  | Meer afbeeldingen                                                                       |
| Huis met gepleisterde rechte gevel | Woonhuis                  | 18e eeuw                                     |                   | Kinderdijk 2           | 51° 29' 55" NB, 3° 37' 9" OL  | 29018  | Huis met gepleisterde rechte gevel                                                      |
| Bellinkbrug | Brug                      | 1855                                         | G.H. Grauss       | Kinderdijk bij 2       | 51° 29' 55" NB, 3° 37' 8" OL  | 508341 | Meer afbeeldingen                                                                       |
| Huis met geverfde rechte gevel | Woonhuis                  | 18e eeuw                                     |                   | Kinderdijk 4           | 51° 29' 55" NB, 3° 37' 9" OL  | 29019  | Meer afbeeldingen                                                                       |
| 't Swarte Anker | Woonhuis                  | 18e eeuw                                     |                   | Kinderdijk 6           | 51° 29' 55" NB, 3° 37' 9" OL  | 29020  | Meer afbeeldingen                                                                       |
| Huis met gepleisterde rechte gevel | Woonhuis                  | 18e eeuw                                     |                   | Kinderdijk 8           | 51° 29' 55" NB, 3° 37' 10" OL | 29021  | Meer afbeeldingen                                                                       |
| Pand met gepleisterde rechte gevel, half woonhuis, half pakhuis | Opslag                    | 1712 (jaartal)                               |                   | Kinderdijk 10          | 51° 29' 55" NB, 3° 37' 10" OL | 29022  | Meer afbeeldingen                                                                       |
| Huis met rechte gevel, kroonlijst, gesneden consoles | Woonhuis                  | 1738 (datering)                              |                   | Kinderdijk 14          | 51° 29' 55" NB, 3° 37' 10" OL | 29023  | Meer afbeeldingen                                                                       |
| Huis met gecementeerde trapgevel | Woonhuis                  | 17e-20e eeuw                                 |                   | Kinderdijk 18          | 51° 29' 56" NB, 3° 37' 11" OL | 29024  | Meer afbeeldingen                                                                       |
| Huis met trapgevel | Woonhuis                  | 17e eeuw                                     |                   | Kinderdijk 20          | 51° 29' 56" NB, 3° 37' 11" OL | 29025  | Meer afbeeldingen                                                                       |
| Huis met rechte gevel | Woonhuis                  | 17e-18e eeuw                                 |                   | Kinderdijk 22          | 51° 29' 56" NB, 3° 37' 11" OL | 29026  | Meer afbeeldingen                                                                       |
| Huis met brede geverfde lijstgevel, plint gepleisterd | Woonhuis                  | 17e-18e eeuw                                 |                   | Kinderdijk 24          | 51° 29' 56" NB, 3° 37' 12" OL | 29027  | Meer afbeeldingen                                                                       |
| Huis met gecementeerde trapgevel | Woonhuis                  | 17e-18e eeuw                                 |                   | Kinderdijk 26          | 51° 29' 56" NB, 3° 37' 12" OL | 29028  | Meer afbeeldingen                                                                       |
| Huis met rechte gevel en getoogd dakvenster | Woonhuis                  | 18e eeuw                                     |                   | Kinderdijk 28          | 51° 29' 56" NB, 3° 37' 12" OL | 29029  | Meer afbeeldingen                                                                       |
| Pakhuis met rechte gevel | Opslag                    |                                              |                   | Kinderdijk 30          | 51° 29' 56" NB, 3° 37' 12" OL | 29030  | Meer afbeeldingen                                                                       |
| Huis met lijstgevel | Woonhuis                  | 18e eeuw                                     |                   | Kinderdijk 38          | 51° 29' 57" NB, 3° 37' 14" OL | 29031  | Meer afbeeldingen                                                                       |
| Huis met rechte gepleisterde gevel | Woonhuis                  | 17e-18e eeuw                                 |                   | Kinderdijk 40          | 51° 29' 57" NB, 3° 37' 14" OL | 29032  | Meer afbeeldingen                                                                       |
| In de dry teertonnen | Woonhuis                  | 17e-18e eeuw                                 |                   | Kinderdijk 46          | 51° 29' 57" NB, 3° 37' 15" OL | 29033  | Meer afbeeldingen                                                                       |
| Huis met rechte gevel, in de lijst op een banderolle met schelpversiering | Woonhuis                  | 1749 (datering)                              |                   | Kinderdijk 58          | 51° 29' 58" NB, 3° 37' 16" OL | 29034  | Meer afbeeldingen                                                                       |
| Pakhuis met rechte gevel van slechts een travee breedte | Woonhuis                  | 17e-18e eeuw                                 |                   | Kinderdijk 60          | 51° 29' 58" NB, 3° 37' 17" OL | 29035  | Meer afbeeldingen                                                                       |
| Huis met lijstgevel | Woonhuis                  | 18e eeuw                                     |                   | Kinderdijk 62          | 51° 29' 58" NB, 3° 37' 17" OL | 29036  | Meer afbeeldingen                                                                       |
| Pakhuis met rechte gevel | Opslag                    | 1725                                         |                   | Kinderdijk 64          | 51° 29' 59" NB, 3° 37' 17" OL | 29037  | Meer afbeeldingen                                                                       |
| Huis met rechte gevel | Woonhuis                  | 18e eeuw                                     |                   | Kinderdijk 68          | 51° 29' 59" NB, 3° 37' 18" OL | 29038  | Meer afbeeldingen                                                                       |
| Oorspronkelijk met nr 76 een geheel vormend pand met gepleisterde lijstgevel | Woonhuis                  | 18e eeuw                                     |                   | Kinderdijk 72          | 51° 29' 59" NB, 3° 37' 18" OL | 29039  | Meer afbeeldingen                                                                       |
| Oorspronkelijk met nr 72/74 een geheel vormend pand met gepleisterde lijstgevel | Woonhuis                  | 18e eeuw                                     |                   | Kinderdijk 76          | 51° 29' 59" NB, 3° 37' 18" OL | 29040  | Meer afbeeldingen                                                                       |
| Londen | Woonhuis                  | 18e eeuw                                     |                   | Kinderdijk 78          | 51° 29' 59" NB, 3° 37' 19" OL | 29041  | Meer afbeeldingen                                                                       |
| Huis met rechte gevel | Woonhuis                  | 18e eeuw                                     |                   | Kinderdijk 80          | 51° 29' 59" NB, 3° 37' 19" OL | 29042  | Meer afbeeldingen                                                                       |
| Pakhuis met gecementeerde trapgevel | Opslag                    | 17e eeuw                                     |                   | Kinderdijk 84          | 51° 29' 59" NB, 3° 37' 19" OL | 29043  | Meer afbeeldingen                                                                       |
| Pakhuis met gecementeerde trapgevel | Opslag                    | 17e eeuw                                     |                   | Kinderdijk 86          | 51° 29' 60" NB, 3° 37' 19" OL | 29044  | Meer afbeeldingen                                                                       |
| De Oliphant | Woonhuis                  | 17e eeuw                                     |                   | Kinderdijk 88          | 51° 29' 60" NB, 3° 37' 19" OL | 29045  | Meer afbeeldingen                                                                       |
| Pakhuis met gecementeerde trapgevel | Woonhuis                  | 17e eeuw                                     |                   | Kinderdijk 90          | 51° 29' 60" NB, 3° 37' 20" OL | 29046  | Meer afbeeldingen                                                                       |
| Het witte paart | Woonhuis                  | 18e eeuw                                     |                   | Kinderdijk 92          | 51° 29' 60" NB, 3° 37' 20" OL | 29047  | Meer afbeeldingen                                                                       |
| Huis met gepleisterde lijstgevel en een windvaan op de dakpiron | Woonhuis                  |                                              |                   | Kinderdijk 94          | 51° 30' 0" NB, 3° 37' 20" OL  | 29048  | Meer afbeeldingen                                                                       |
| Huis met eenvoudige gepleisterde lijstgevel | Woonhuis                  | 18e eeuw                                     |                   | Korendijk 2            | 51° 29' 50" NB, 3° 37' 2" OL  | 29074  | Meer afbeeldingen                                                                       |
| Pand met in blokken gepleisterde lijstgevel met stucwerk opgesierd | Woonhuis                  | 19e eeuw                                     |                   | Korendijk 4            | 51° 29' 51" NB, 3° 37' 3" OL  | 29075  | Meer afbeeldingen                                                                       |
| Pand met in blokken gepleisterde lijstgevel met stucwerk opgesierd | Woonhuis                  | 19e eeuw                                     |                   | Korendijk 6            | 51° 29' 51" NB, 3° 37' 3" OL  | 29076  | Meer afbeeldingen                                                                       |
| Pand met in blokken gepleisterde lijstgevel met stucwerk opgesierd | Woonhuis                  | 19e eeuw                                     |                   | Korendijk 8            | 51° 29' 51" NB, 3° 37' 3" OL  | 29077  | Meer afbeeldingen                                                                       |
| Huis met lijstgevel | Woonhuis                  | 18e eeuw                                     |                   | Korendijk 10           | 51° 29' 51" NB, 3° 37' 3" OL  | 29078  | Meer afbeeldingen                                                                       |
| Huis met eenvoudige lijstgevel | Woonhuis                  | 18e-19e eeuw                                 |                   | Korendijk 14           | 51° 29' 51" NB, 3° 37' 4" OL  | 29079  | Meer afbeeldingen                                                                       |
| Huis met rechte gevel en met pirons bekroond schilddak | Woonhuis                  | 1734                                         |                   | Korendijk 18           | 51° 29' 51" NB, 3° 37' 4" OL  | 29080  | Meer afbeeldingen                                                                       |
| Zandstenen boogpoort met geprofileerde lijst op kopjes | Fort, vesting en -onderdl | 16e eeuw                                     |                   | Korendijk 22           | 51° 29' 52" NB, 3° 37' 4" OL  | 29081  | Meer afbeeldingen                                                                       |
| Pakhuis met hoge puntgevel | Opslag                    | 18e eeuw                                     |                   | Korendijk 28           | 51° 29' 52" NB, 3° 37' 5" OL  | 29082  | Meer afbeeldingen                                                                       |
| Huis genaamd 'De drie parequytjens' met gepleisterde rechte gevel en door pirons bekroond schilddak aan de straat                                                                       | Woonhuis                  | 18e eeuw                                     |                   | Korendijk 30           | 51° 29' 52" NB, 3° 37' 5" OL  | 29083  | Meer afbeeldingen                                                                       |
| Huis met gepleisterde lijstgevel | Woonhuis                  | 18e eeuw                                     |                   | Korendijk 32           | 51° 29' 52" NB, 3° 37' 6" OL  | 29084  | Meer afbeeldingen                                                                       |
| Pakhuis met rechte gevel in lijst gedateerd 1722 | Opslag                    | 1722                                         |                   | Korendijk 34           | 51° 29' 53" NB, 3° 37' 6" OL  | 29085  | Meer afbeeldingen                                                                       |
| Huis met rechte gevel en vernieuwde kap, in cartouches gedateerd anno 1647 | Woonhuis                  | 1647                                         |                   | Korendijk 36           | 51° 29' 53" NB, 3° 37' 6" OL  | 29086  | Meer afbeeldingen                                                                       |
| Huis met gepleisterde lijstgevel waarboven dakkapel met segmentboog en zijwangen | Woonhuis                  | 18e eeuw                                     |                   | Korendijk 40           | 51° 29' 53" NB, 3° 37' 7" OL  | 29087  | Meer afbeeldingen                                                                       |
| Huis genaamd 'De groene fortuyn' met rechte gevel | Woonhuis                  | 18e eeuw                                     |                   | Korendijk 44           | 51° 29' 54" NB, 3° 37' 7" OL  | 29088  | Meer afbeeldingen                                                                       |
| Huis genaamd 'Spitsbergen', met lijstgevel, puibalk en nieuwe onderbouw | Woonhuis                  | 18e eeuw                                     |                   | Korendijk 46           | 51° 29' 54" NB, 3° 37' 8" OL  | 29089  | Meer afbeeldingen                                                                       |
| Huis met rechte gevel | Woonhuis                  | 1737                                         |                   | Korendijk 54           | 51° 29' 54" NB, 3° 37' 8" OL  | 29090  | Meer afbeeldingen                                                                       |
| Pakhuis met rechte gevel, in lijst gedateerd 1738 | Opslag                    | 1738                                         |                   | Korendijk 56           | 51° 29' 54" NB, 3° 37' 8" OL  | 29091  | Meer afbeeldingen                                                                       |
| Huis genaamd t prince wapen' met geverfde lijstgevel | Woonhuis                  | 17e-18e eeuw                                 |                   | Korendijk 58           | 51° 29' 54" NB, 3° 37' 9" OL  | 29092  | Meer afbeeldingen                                                                       |
| Huis met trapgevel waarin talrijke zandstenen banden en waterlijsten | Werk-woonhuis             | 17e/19e eeuw                                 |                   | Korte Delft 4          | 51° 29' 58" NB, 3° 36' 59" OL | 29093  | Meer afbeeldingen                                                                       |
| Achterbouw van korte Delft 6 | Gebouw                    | 18e eeuw                                     |                   | Korte Delft 6          | 51° 29' 58" NB, 3° 36' 60" OL | 29095  | Meer afbeeldingen                                                                       |
| Huis met rechte gevel, lijst met eenvoudige consoles | Woonhuis                  | 18e eeuw                                     |                   | Korte Delft 6          | 51° 29' 59" NB, 3° 36' 59" OL | 29094  | Huis met rechte gevel, lijst met eenvoudige consoles                                    |
| Smal huis met lijstgevel | Werk-woonhuis             | 18e eeuw                                     |                   | Kousteensedijk 16      | 51° 29' 49" NB, 3° 37' 1" OL  | 29128  | Meer afbeeldingen                                                                       |
| Huis met gepleisterde, aan de hoeken ingezwenkte lijstgevel | Woonhuis                  | 17e-18e eeuw                                 |                   | Kousteensedijk 20      | 51° 29' 50" NB, 3° 37' 1" OL  | 29129  | Meer afbeeldingen                                                                       |
| Pakhuis | Opslag                    |                                              |                   | Kuiperspoort 1         | 51° 30' 2" NB, 3° 37' 11" OL  | 29148  | Meer afbeeldingen                                                                       |
| Huis met rechte gevel, gedeeltelijk | Woonhuis                  |                                              |                   | Kuiperspoort 2         | 51° 30' 2" NB, 3° 37' 11" OL  | 29155  | Meer afbeeldingen                                                                       |
| Huis met rechte gevel, gedeeltelijk | Pakhuis                   |                                              |                   | Kuiperspoort 4         | 51° 30' 2" NB, 3° 37' 11" OL  | 29156  | Meer afbeeldingen                                                                       |
| Pakhuis | Opslag                    |                                              |                   | Kuiperspoort 5         | 51° 30' 2" NB, 3° 37' 11" OL  | 29149  | Meer afbeeldingen                                                                       |
| Geverfd dwarshuis, gootlijst op consoles | Woonhuis                  |                                              |                   | Kuiperspoort 6         | 51° 30' 2" NB, 3° 37' 11" OL  | 29157  | Meer afbeeldingen                                                                       |
| Pand met verticaal lessenaarsdak langszij aan de straat, gecombineerd met naastliggend pand met trapgevel                                                                               | Woonhuis                  |                                              |                   | Kuiperspoort 8         | 51° 30' 2" NB, 3° 37' 11" OL  | 29158  | Meer afbeeldingen                                                                       |
| Pakhuis | Opslag                    |                                              |                   | Kuiperspoort 9         | 51° 30' 2" NB, 3° 37' 11" OL  | 29150  | Meer afbeeldingen                                                                       |
| Huis met rechte gevel | Woonhuis                  |                                              |                   | Kuiperspoort 10        | 51° 30' 1" NB, 3° 37' 11" OL  | 29159  | Meer afbeeldingen                                                                       |
| Dwarsstaand pand, met langs- en trapgevel, kruiskozijnen en waterlijst | Opslag                    |                                              |                   | Kuiperspoort 11        | 51° 30' 2" NB, 3° 37' 11" OL  | 29154  | Meer afbeeldingen                                                                       |
| Vrijstaand pakhuis, zadeldak tussen puntgevels | Opslag                    |                                              |                   | Kuiperspoort 12        | 51° 30' 0" NB, 3° 37' 9" OL   | 29160  | Meer afbeeldingen                                                                       |
| Pakhuis met afgeknotte puntgevel | Opslag                    |                                              |                   | Kuiperspoort 13        | 51° 30' 2" NB, 3° 37' 12" OL  | 29151  | Meer afbeeldingen                                                                       |
| Pakhuis met gedeeltelijk gepleisterde langsgevel en schilddak | Pakhuis                   |                                              |                   | Kuiperspoort 14        | 51° 29' 59" NB, 3° 37' 8" OL  | 29161  | Meer afbeeldingen                                                                       |
| Pakhuis met gedeeltelijk gepleisterde langsgevel en schilddak | Pakhuis                   |                                              |                   | Kuiperspoort 16        | 51° 29' 59" NB, 3° 37' 9" OL  | 29162  | Meer afbeeldingen                                                                       |
| Pakhuis met afgeknotte puntgevel | Opslag                    |                                              |                   | Kuiperspoort 17        | 51° 30' 1" NB, 3° 37' 12" OL  | 29152  | Meer afbeeldingen                                                                       |
| Pakhuis met gepleisterde langsgevel en zadeldak | Pakhuis                   |                                              |                   | Kuiperspoort 18        | 51° 29' 59" NB, 3° 37' 8" OL  | 29163  | Meer afbeeldingen                                                                       |
| Pakhuis met verdieping | Pakhuis                   |                                              |                   | Kuiperspoort 20        | 51° 29' 59" NB, 3° 37' 8" OL  | 29164  | Meer afbeeldingen                                                                       |
| Pakhuis met trapgevel, treden met hardsteen afgedekt | Opslag                    |                                              |                   | Kuiperspoort 21        | 51° 30' 1" NB, 3° 37' 12" OL  | 29153  | Meer afbeeldingen                                                                       |
| Huis met trapgevel | Woonhuis                  | 17e eeuw                                     |                   | Kuiperspoort 23        | 51° 30' 1" NB, 3° 37' 11" OL  | 29127  | Meer afbeeldingen                                                                       |
| Pand met geverfde | Werk-woonhuis             | 16e eeuw                                     |                   | Lange Delft 90         | 51° 29' 57" NB, 3° 36' 58" OL | 29170  | Pand met geverfde                                                                       |
| Gasthuiskerk | Kerk en kerkonderdeel     | 1493                                         |                   | Lange Delft 94         | 51° 29' 57" NB, 3° 36' 58" OL | 29171  | Meer afbeeldingen                                                                       |
| Huis met gecementeerde lijstgevel | Woonhuis                  |                                              |                   | Londensekaai 1         | 51° 29' 52" NB, 3° 36' 59" OL | 29264  | Meer afbeeldingen                                                                       |
| Verbonden met 1/3. Huis met gepleisterde lijstgevel. Stoep met schuin kelderluik | Stoep                     | 18e eeuw                                     |                   | Londensekaai 5         | 51° 29' 52" NB, 3° 36' 59" OL | 28652  | Meer afbeeldingen                                                                       |
| Huis met rechte gevel, kroonlijst met jaartal 1780 en gesneden consoles | Woonhuis                  |                                              |                   | Londensekaai 7         | 51° 29' 52" NB, 3° 36' 60" OL | 29265  | Meer afbeeldingen                                                                       |
| Huis met rechte gevel, kroonlijst met jaartal 1785 en gesneden consoles | Woonhuis                  |                                              |                   | Londensekaai 9         | 51° 29' 52" NB, 3° 36' 60" OL | 29266  | Meer afbeeldingen                                                                       |
| Huis met rechte gevel | Woonhuis                  |                                              |                   | Londensekaai 11        | 51° 29' 53" NB, 3° 37' 0" OL  | 29267  | Meer afbeeldingen                                                                       |
| Huis met rechte gevel en leien schilddak | Woonhuis                  |                                              |                   | Londensekaai 13        | 51° 29' 53" NB, 3° 37' 0" OL  | 29268  | Meer afbeeldingen                                                                       |
| In pand nr 13 ingebouwd een doorgang naar achterterreinen | Erfscheiding              |                                              |                   | Londensekaai 15        | 51° 29' 53" NB, 3° 37' 0" OL  | 29269  | Meer afbeeldingen                                                                       |
| Huis met gepleisterde lijstgevel | Woonhuis                  |                                              |                   | Londensekaai 17        | 51° 29' 53" NB, 3° 37' 1" OL  | 29270  | Meer afbeeldingen                                                                       |
| Huis met gepleisterde lijstgevel, in lijst gedateerd 1586 | Woonhuis                  |                                              |                   | Londensekaai 19        | 51° 29' 53" NB, 3° 37' 1" OL  | 29271  | Meer afbeeldingen                                                                       |
| Huis met rechte gevel | Woonhuis                  |                                              |                   | Londensekaai 21        | 51° 29' 53" NB, 3° 37' 1" OL  | 29272  | Meer afbeeldingen                                                                       |
| Huis met rechte gevel | Woonhuis                  |                                              |                   | Londensekaai 25        | 51° 29' 53" NB, 3° 37' 1" OL  | 29273  | Meer afbeeldingen                                                                       |
| Gent | Woonhuis                  |                                              |                   | Londensekaai 27        | 51° 29' 53" NB, 3° 37' 2" OL  | 29274  | Meer afbeeldingen                                                                       |
| Huis genaamd 'De gouden harpe' | Woonhuis                  |                                              |                   | Londensekaai 29        | 51° 29' 54" NB, 3° 37' 2" OL  | 29275  | Meer afbeeldingen                                                                       |
| Huis genaamd 'De pauw' | Woonhuis                  |                                              |                   | Londensekaai 31        | 51° 29' 54" NB, 3° 37' 2" OL  | 29276  | Meer afbeeldingen                                                                       |
| Huis met rechte gevel, kroonlijst met datering 1754 in cartouches en gesneden consoles                                                                                                  | Woonhuis                  |                                              |                   | Londensekaai 33        | 51° 29' 54" NB, 3° 37' 2" OL  | 29277  | Meer afbeeldingen                                                                       |
| Pand bestaande uit een voorhuis met twee verdiepingen | Woonhuis                  | midden 17e eeuw (oorsprong) 1885 (gewijzigd) |                   | Londensekaai 35        | 51° 29' 54" NB, 3° 37' 3" OL  | 29278  | Meer afbeeldingen                                                                       |
| Huis genaamd 'Wapen van amsterdam' | Woonhuis                  |                                              |                   | Londensekaai 37        | 51° 29' 54" NB, 3° 37' 3" OL  | 29279  | Meer afbeeldingen                                                                       |
| Huis genaamd 'Wapen van utrecht' | Woonhuis                  |                                              |                   | Londensekaai 39        | 51° 29' 54" NB, 3° 37' 3" OL  | 29280  | Meer afbeeldingen                                                                       |
| De Koning van Engelandt | Woonhuis                  | 1882                                         |                   | Londensekaai 41        | 51° 29' 54" NB, 3° 37' 3" OL  | 29281  | Meer afbeeldingen                                                                       |
| Huis met geverfde lijstgevel | Werk-woonhuis             |                                              |                   | Londensekaai 45        | 51° 29' 55" NB, 3° 37' 4" OL  | 29282  | Meer afbeeldingen                                                                       |
| Blok herenhuizen | Woonhuis                  | 1905                                         |                   | Loskade 7              | 51° 29' 48" NB, 3° 37' 4" OL  | 508320 | Meer afbeeldingen                                                                       |
| Herenhuis op hoek van loskade en goese korenmarkt, in neo-renaissance stijl | Woonhuis                  | 1893                                         |                   | Loskade 17             | 51° 29' 49" NB, 3° 37' 6" OL  | 508319 | Meer afbeeldingen                                                                       |
| Le Beau Rivage | Woonhuis                  | 1892                                         |                   | Loskade 19             | 51° 29' 49" NB, 3° 37' 7" OL  | 508318 | Le Beau Rivage                                                                          |
| Herenhuis in eclectisch-renaissancistische stijl | Woonhuis                  | 1892                                         |                   | Loskade 21             | 51° 29' 49" NB, 3° 37' 7" OL  | 508317 | Meer afbeeldingen                                                                       |
| Tweezijdig aangebouwd herenhuis | Woonhuis                  | 1891                                         | J.A. Frederiks    | Loskade 23             | 51° 29' 49" NB, 3° 37' 7" OL  | 508316 | Meer afbeeldingen                                                                       |
| Herenhuis in overgangsarchitectuur | Woonhuis                  | 1895                                         |                   | Loskade 25             | 51° 29' 49" NB, 3° 37' 8" OL  | 508315 | Meer afbeeldingen                                                                       |
| Blok van vier herenhuizen | Woonhuis                  | 1895                                         |                   | Loskade 27             | 51° 29' 49" NB, 3° 37' 9" OL  | 508314 | Meer afbeeldingen                                                                       |
| Herenhuis, volgens gedenkplateau gebouwd in eclectische stijl | Woonhuis                  | 1893                                         |                   | Loskade 35             | 51° 29' 50" NB, 3° 37' 10" OL | 508313 | Meer afbeeldingen                                                                       |
| Herenhuis, rond 1895 gebouwd in eclectisch-renaissancistische stijl | Woonhuis                  | 1895                                         |                   | Loskade 39             | 51° 29' 50" NB, 3° 37' 10" OL | 508312 | Herenhuis, rond 1895 gebouwd in eclectisch-renaissancistische stijl                     |
| Herenhuis, omstreeks 1893 gebouwd in eclectische stijl | Woonhuis                  | 1893                                         |                   | Loskade 43             | 51° 29' 50" NB, 3° 37' 11" OL | 508311 | Herenhuis, omstreeks 1893 gebouwd in eclectische stijl                                  |
| Fors herenhuis op hoek loskade en nieuwe Poortstraat | Woonhuis                  | 1879                                         |                   | Loskade 45             | 51° 29' 50" NB, 3° 37' 11" OL | 508310 | Fors herenhuis op hoek loskade en nieuwe Poortstraat                                    |
| Commerciehuis | Werk-woonhuis             |                                              |                   | Maisbaai 4             | 51° 29' 60" NB, 3° 37' 24" OL | 29283  | Meer afbeeldingen                                                                       |
| Dokbrug | Brug                      | 1876                                         |                   | Maisbaai               | 51° 30' 0" NB, 3° 37' 22" OL  | 457617 | Meer afbeeldingen                                                                       |
| Spijkerbrug | Brug                      | 1853                                         | G.H. Grauss       | Maisbaai               | 51° 30' 1" NB, 3° 37' 19" OL  | 29589  | Meer afbeeldingen                                                                       |
| Huis met gecementeerde lijstgevel | Werk-woonhuis             |                                              |                   | Nederstraat 23         | 51° 30' 6" NB, 3° 37' 24" OL  | 29323  | Meer afbeeldingen                                                                       |
| Huis met smalle lijstgevel | Woonhuis                  |                                              |                   | Nederstraat 25         | 51° 30' 6" NB, 3° 37' 24" OL  | 29324  | Meer afbeeldingen                                                                       |
| Huis met lijstgevel | Woonhuis                  |                                              |                   | Nederstraat 35         | 51° 30' 7" NB, 3° 37' 24" OL  | 29325  | Meer afbeeldingen                                                                       |
| Rechthoekige poort, afgesloten door lijst met consoles | Erfscheiding              |                                              |                   | Poort Nieuwpoortstraat | 51° 29' 53" NB, 3° 37' 7" OL  | 29345  | Meer afbeeldingen                                                                       |
| Huis met lijstgevel op gecementeerde plint | Werk-woonhuis             |                                              |                   | Nieuwstraat 11         | 51° 29' 57" NB, 3° 37' 0" OL  | 29346  | Meer afbeeldingen                                                                       |
| Bij de gasthuiskerk behorend poortje | Vanwege onderdelen kerk   |                                              |                   | Nieuwstraat 12         | 51° 29' 57" NB, 3° 36' 60" OL | 29364  | Upload foto                                                                             |
| Huis met eenvoudige lijstgevel | Werk-woonhuis             |                                              |                   | Nieuwstraat 15         | 51° 29' 57" NB, 3° 37' 1" OL  | 29347  | Meer afbeeldingen                                                                       |
| Huis met gepleisterde trapgevel, overkragend op de puibalk | Woonhuis                  |                                              |                   | Nieuwstraat 16         | 51° 29' 57" NB, 3° 37' 0" OL  | 29365  | Meer afbeeldingen                                                                       |
| Huis met tuitgevel | Woonhuis                  |                                              |                   | Nieuwstraat 17         | 51° 29' 57" NB, 3° 37' 1" OL  | 29348  | Meer afbeeldingen                                                                       |
| Huis met gepleisterde lijstgevel | Woonhuis                  |                                              |                   | Nieuwstraat 19         | 51° 29' 57" NB, 3° 37' 1" OL  | 29349  | Meer afbeeldingen                                                                       |
| Huis met geverfde rechte gevel | Woonhuis                  |                                              |                   | Nieuwstraat 21         | 51° 29' 57" NB, 3° 37' 1" OL  | 29350  | Meer afbeeldingen                                                                       |
| Huis met in geel en rood gemetselde langsgevel op natuurstenen plint | Woonhuis                  |                                              |                   | Nieuwstraat 22         | 51° 29' 57" NB, 3° 37' 1" OL  | 29366  | Meer afbeeldingen                                                                       |
| Huis met rechte gevel | Woonhuis                  |                                              |                   | Nieuwstraat 23         | 51° 29' 57" NB, 3° 37' 2" OL  | 29351  | Meer afbeeldingen                                                                       |
| Huis met gepleisterde rechte gevel | Woonhuis                  |                                              |                   | Nieuwstraat 24         | 51° 29' 57" NB, 3° 37' 1" OL  | 29367  | Meer afbeeldingen                                                                       |
| Huis met lijstgevel | Woonhuis                  |                                              |                   | Nieuwstraat 25         | 51° 29' 57" NB, 3° 37' 2" OL  | 29352  | Meer afbeeldingen                                                                       |
| Huis genaamd 'De vergulde schrijfkoker' | Woonhuis                  |                                              |                   | Nieuwstraat 27         | 51° 29' 57" NB, 3° 37' 2" OL  | 29353  | Meer afbeeldingen                                                                       |
| Huis met geverfde rechte gevel | Woonhuis                  |                                              |                   | Nieuwstraat 29         | 51° 29' 57" NB, 3° 37' 3" OL  | 29354  | Meer afbeeldingen                                                                       |
| Huis met geverfde lijstgevel | Woonhuis                  |                                              |                   | Nieuwstraat 30         | 51° 29' 56" NB, 3° 37' 2" OL  | 29368  | Meer afbeeldingen                                                                       |
| Huis met gepleisterde lijstgevel | Woonhuis                  |                                              |                   | Nieuwstraat 31         | 51° 29' 56" NB, 3° 37' 3" OL  | 29355  | Meer afbeeldingen                                                                       |
| Huis met brede geverfde lijstgevel en zadeldak met zijtrapgevel | Woonhuis                  |                                              |                   | Nieuwstraat 33         | 51° 29' 56" NB, 3° 37' 3" OL  | 29356  | Huis met brede geverfde lijstgevel en zadeldak met zijtrapgevel                         |
| Boogpoort met natuurstenen omlijsting | Erfscheiding(D1)          |                                              |                   | Nieuwstraat bij 33     | 51° 29' 56" NB, 3° 37' 3" OL  | 29357  | Meer afbeeldingen                                                                       |
| Tweelingpand met rechte gevel en gecombineerde kroonlijst | Woonhuis                  |                                              |                   | Nieuwstraat 36         | 51° 29' 56" NB, 3° 37' 3" OL  | 29369  | Meer afbeeldingen                                                                       |
| De Peerel | Woonhuis                  |                                              |                   | Nieuwstraat 38         | 51° 29' 56" NB, 3° 37' 3" OL  | 29370  | Meer afbeeldingen                                                                       |
| Huis met gepleisterde lijstgevel | Woonhuis                  |                                              |                   | Nieuwstraat 39         | 51° 29' 56" NB, 3° 37' 4" OL  | 29358  | Meer afbeeldingen                                                                       |
| Huis met geverfde lijstgevel | Woonhuis                  |                                              |                   | Nieuwstraat 40         | 51° 29' 55" NB, 3° 37' 3" OL  | 29371  | Meer afbeeldingen                                                                       |
| Huis met lijstgevel | Woonhuis                  |                                              |                   | Nieuwstraat 41         | 51° 29' 56" NB, 3° 37' 4" OL  | 29359  | Meer afbeeldingen                                                                       |
| Huis met lijstgevel | Woonhuis                  |                                              |                   | Nieuwstraat 43         | 51° 29' 55" NB, 3° 37' 4" OL  | 29360  | Meer afbeeldingen                                                                       |
| Huis met rechte gevel | Woonhuis                  |                                              |                   | Nieuwstraat 44         | 51° 29' 55" NB, 3° 37' 3" OL  | 29372  | Meer afbeeldingen                                                                       |
| Huis met geverfde langsgevel, gootlijst op consoles | Woonhuis                  |                                              |                   | Nieuwstraat 47         | 51° 29' 55" NB, 3° 37' 4" OL  | 29362  | Meer afbeeldingen                                                                       |
| Huis met lijstgevel onder een dak met nr 43 | Woonhuis                  |                                              |                   | Nieuwstraat 47         | 51° 29' 55" NB, 3° 37' 4" OL  | 29361  | Meer afbeeldingen                                                                       |
| Huis met gepleisterde lijstgevel | Woonhuis                  |                                              |                   | Nieuwstraat 48         | 51° 29' 55" NB, 3° 37' 4" OL  | 29373  | Meer afbeeldingen                                                                       |
| Huis met gepleisterde lijstgevel | Woonhuis                  |                                              |                   | Oostkerkplein 14       | 51° 30' 10" NB, 3° 37' 16" OL | 29382  | Upload foto                                                                             |
| Huis met gecementeerde ingezwenkte lijstgevel | Winkel                    |                                              |                   | Rotterdamsekaai 1      | 51° 30' 5" NB, 3° 37' 14" OL  | 29421  | Meer afbeeldingen                                                                       |
| Huis met gepleisterde ingezwenkte lijstgevel | Werk-woonhuis             |                                              |                   | Rotterdamsekaai 3      | 51° 30' 5" NB, 3° 37' 15" OL  | 29422  | Meer afbeeldingen                                                                       |
| Hoekhuis met gepleisterde rechte gevel, kroonlijst op klosjes | Werk-woonhuis             |                                              |                   | Rotterdamsekaai 7      | 51° 30' 6" NB, 3° 37' 16" OL  | 29423  | Meer afbeeldingen                                                                       |
| Huis met eenvoudige rechte gevel | Woonhuis                  |                                              |                   | Rotterdamsekaai 9      | 51° 30' 5" NB, 3° 37' 16" OL  | 29424  | Meer afbeeldingen                                                                       |
| Huis met rechte gevel | Woonhuis                  |                                              |                   | Rotterdamsekaai 11     | 51° 30' 5" NB, 3° 37' 17" OL  | 29425  | Huis met rechte gevel                                                                   |
| Woon- en pakhuis met ingezwenkte lijstgevel | Opslag                    |                                              |                   | Rotterdamsekaai 13     | 51° 30' 5" NB, 3° 37' 17" OL  | 29426  | Woon- en pakhuis met ingezwenkte lijstgevel                                             |
| Havenkraan (loskraan) | Straatmeubilair           | 1861                                         | William Fairbairn | Rotterdamsekaai        | 51° 30' 4" NB, 3° 37' 21" OL  | 29724  | Meer afbeeldingen                                                                       |
| Huis met rechte gevel aan de straat | Woonhuis                  |                                              |                   | Rouaansekaai 1         | 51° 29' 56" NB, 3° 37' 7" OL  | 29427  | Meer afbeeldingen                                                                       |
| Huis met gecementeerde ingezwenkte lijstgevel | Woonhuis                  |                                              |                   | Rouaansekaai 3         | 51° 29' 56" NB, 3° 37' 7" OL  | 29428  | Meer afbeeldingen                                                                       |
| Huis met aan de hoeken afgeschuinde lijstgevel | Woonhuis                  |                                              |                   | Rouaansekaai 5         | 51° 29' 56" NB, 3° 37' 8" OL  | 29429  | Meer afbeeldingen                                                                       |
| Huis met rechte gevel en schilddak aan de straat | Woonhuis                  |                                              |                   | Rouaansekaai 9         | 51° 29' 56" NB, 3° 37' 8" OL  | 29430  | Meer afbeeldingen                                                                       |
| Huis genaamd 'Den vogel struys' | Woonhuis                  | 18e eeuw                                     |                   | Rouaansekaai 11        | 51° 29' 57" NB, 3° 37' 8" OL  | 29431  | Meer afbeeldingen                                                                       |
| Huis genaamd s-hertogenbosch' | Woonhuis                  |                                              |                   | Rouaansekaai 13        | 51° 29' 57" NB, 3° 37' 8" OL  | 29432  | Meer afbeeldingen                                                                       |
| Huis genaamd 'Bordeaux oxhooft' | Woonhuis                  |                                              |                   | Rouaansekaai 15        | 51° 29' 57" NB, 3° 37' 9" OL  | 29433  | Meer afbeeldingen                                                                       |
| Sint Pieter | Woonhuis                  |                                              |                   | Rouaansekaai 17        | 51° 29' 57" NB, 3° 37' 9" OL  | 29434  | Meer afbeeldingen                                                                       |
| Huis genaamd 'Norenburch' | Woonhuis                  | 18e eeuw                                     |                   | Rouaansekaai 19        | 51° 29' 57" NB, 3° 37' 9" OL  | 29435  | Meer afbeeldingen                                                                       |
| Huis met lijstgevel op hardstenen plint met zwarte banden | Woonhuis                  |                                              |                   | Rouaansekaai 21        | 51° 29' 57" NB, 3° 37' 9" OL  | 29436  | Meer afbeeldingen                                                                       |
| Huis met rechte gevel op plint van hardsteen met zwarte banden | Woonhuis                  |                                              |                   | Rouaansekaai 23        | 51° 29' 57" NB, 3° 37' 9" OL  | 29437  | Meer afbeeldingen                                                                       |
| Huis met lijstgevel, benedenstuk met gebosseerde bepleistering | Woonhuis                  |                                              |                   | Rouaansekaai 25        | 51° 29' 58" NB, 3° 37' 10" OL | 29438  | Meer afbeeldingen                                                                       |
| Huis genaamd 'De oranjestam' | Woonhuis                  |                                              |                   | Rouaansekaai 27        | 51° 29' 58" NB, 3° 37' 10" OL | 29439  | Meer afbeeldingen                                                                       |
| Huis met geverfde gevel op natuurstenen plint aan de top afgesloten door lijst met hoekvoluten                                                                                          | Woonhuis                  |                                              |                   | Rouaansekaai 29        | 51° 29' 58" NB, 3° 37' 10" OL | 29440  | Meer afbeeldingen                                                                       |
| Huis met rechte bakstenen gevel op hardstenen plint | Woonhuis                  |                                              |                   | Rouaansekaai 31        | 51° 29' 58" NB, 3° 37' 10" OL | 29441  | Meer afbeeldingen                                                                       |
| Huis met klokgevel, metselwerk middengedeelte | Woonhuis                  |                                              |                   | Rouaansekaai 33        | 51° 29' 58" NB, 3° 37' 11" OL | 29442  | Meer afbeeldingen                                                                       |
| Huis genaamd 'Het witte hardt' | Woonhuis                  |                                              |                   | Rouaansekaai 35        | 51° 29' 58" NB, 3° 37' 11" OL | 29443  | Meer afbeeldingen                                                                       |
| Huis genaamd 'De engel gabriel' | Woonhuis                  |                                              |                   | Rouaansekaai 37        | 51° 29' 58" NB, 3° 37' 11" OL | 29444  | Meer afbeeldingen                                                                       |
| Huis met rechte gevel op plint van hardsteen met zwarte banden | Woonhuis                  |                                              |                   | Rouaansekaai 39        | 51° 29' 59" NB, 3° 37' 11" OL | 29445  | Meer afbeeldingen                                                                       |
| Huis genaamd 'De vogel fenix' | Woonhuis                  |                                              |                   | Rouaansekaai 41        | 51° 29' 59" NB, 3° 37' 11" OL | 29446  | Meer afbeeldingen                                                                       |
| Huis met brede lijstgevel en schilddak aan de straat | Woonhuis                  |                                              |                   | Rouaansekaai 43        | 51° 29' 59" NB, 3° 37' 12" OL | 29447  | Meer afbeeldingen                                                                       |
| Huis met lijstgevel op in blokken gepleisterde plint | Woonhuis                  |                                              |                   | Rouaansekaai 45        | 51° 29' 59" NB, 3° 37' 12" OL | 29448  | Meer afbeeldingen                                                                       |
| Engelenburg | Woonhuis                  |                                              |                   | Rouaansekaai 47        | 51° 29' 59" NB, 3° 37' 12" OL | 29449  | Meer afbeeldingen                                                                       |
| Monument voor de Nieuwe Haven | Gedenkteken               | 1817                                         | J.P. Bourjé       | Rouaansekaai           | 51° 30' 2" NB, 3° 37' 19" OL  | 29723  | Meer afbeeldingen                                                                       |
| Dwarshuisje met gootlijst op klossen en gecementeerde gevel | Woonhuis                  |                                              |                   | Schuddebeursstraat 6   | 51° 30' 1" NB, 3° 37' 11" OL  | 29451  | Dwarshuisje met gootlijst op klossen en gecementeerde gevel                             |
| Dwarshuisje met gootlijst op klossen | Woonhuis                  |                                              |                   | Schuddebeursstraat 8   | 51° 30' 1" NB, 3° 37' 11" OL  | 29452  | Dwarshuisje met gootlijst op klossen                                                    |
| Zijgevel en achterbouw van het pand rotterdamse kaai 1 | Woonhuis                  |                                              |                   | Schuitvlotstraat 2     | 51° 30' 6" NB, 3° 37' 14" OL  | 29460  | Meer afbeeldingen                                                                       |
| Huis met geverfde rechte gevel | Woonhuis                  |                                              |                   | Schuitvlotstraat 8     | 51° 30' 6" NB, 3° 37' 14" OL  | 29461  | Meer afbeeldingen                                                                       |
| Huis met geverfde lijstgevel | Woonhuis                  |                                              |                   | Schuitvlotstraat 10    | 51° 30' 7" NB, 3° 37' 14" OL  | 29462  | Meer afbeeldingen                                                                       |
| Huis met gepleisterde lijstgevel | Woonhuis                  |                                              |                   | Schuitvlotstraat 14    | 51° 30' 7" NB, 3° 37' 14" OL  | 29463  | Meer afbeeldingen                                                                       |
| Huis met klokgevel, pui gepleisterd | Woonhuis                  |                                              |                   | Schuitvlotstraat 16    | 51° 30' 7" NB, 3° 37' 14" OL  | 29464  | Meer afbeeldingen                                                                       |
| Huis met brede rechte gevel en schilddak aan de straat | Woonhuis                  |                                              |                   | Segeersstraat 11       | 51° 29' 54" NB, 3° 36' 56" OL | 29467  | Meer afbeeldingen                                                                       |
| Huis met lijstgevel, benedenbouw gepleisterd | Werk-woonhuis             |                                              |                   | Segeersstraat 21       | 51° 29' 53" NB, 3° 36' 57" OL | 29468  | Meer afbeeldingen                                                                       |
| Huis met gecementeerde lijstgevel | Woonhuis                  |                                              |                   | Segeersstraat 25       | 51° 29' 53" NB, 3° 36' 57" OL | 29469  | Meer afbeeldingen                                                                       |
| Huis met eenvoudige lijstgevel | Woonhuis                  |                                              |                   | Segeersstraat 27       | 51° 29' 53" NB, 3° 36' 58" OL | 29470  | Meer afbeeldingen                                                                       |
| Huis met rechte gevel | Woonhuis                  |                                              |                   | Segeersstraat 29       | 51° 29' 53" NB, 3° 36' 58" OL | 29471  | Meer afbeeldingen                                                                       |
| Huis met trapgevel, aanzetvoluten | Woonhuis                  |                                              |                   | Segeersstraat 33       | 51° 29' 53" NB, 3° 36' 58" OL | 29472  | Meer afbeeldingen                                                                       |
| Huis met geverfde lijstgevel | Werk-woonhuis             |                                              |                   | Segeersstraat 41       | 51° 29' 52" NB, 3° 36' 59" OL | 29473  | Meer afbeeldingen                                                                       |
| Huis met rechte gevel | Woonhuis                  |                                              |                   | Segeersstraat 43       | 51° 29' 52" NB, 3° 36' 59" OL | 29474  | Meer afbeeldingen                                                                       |
| Hoekhuis met gecementeerde lijstgevel | Woonhuis                  |                                              |                   | Singelstraat 41        | 51° 30' 8" NB, 3° 37' 14" OL  | 29512  | Meer afbeeldingen                                                                       |
| Huis met geverfde rechte gevel | Woonhuis                  |                                              |                   | Singelstraat 43        | 51° 30' 8" NB, 3° 37' 15" OL  | 29513  | Meer afbeeldingen                                                                       |
| Huis met gepleisterde rechte gevel, gootlijst op klosjes | Woonhuis                  |                                              |                   | Singelstraat 45        | 51° 30' 7" NB, 3° 37' 15" OL  | 29514  | Meer afbeeldingen                                                                       |
| Huis met gecementeerde langsgevel, de gootlijst op klosjes | Woonhuis                  |                                              |                   | Singelstraat 51        | 51° 30' 7" NB, 3° 37' 16" OL  | 29515  | Meer afbeeldingen                                                                       |
| Pand met gepleisterde langsgevel aan de singelstraat, waarin zich een dubbele voordeur bevindt, en aan de zijde van de schuitvlotstraat een lijstgevel, waarin zich geen ingang bevindt | Woonhuis                  |                                              |                   | Singelstraat 70        | 51° 30' 7" NB, 3° 37' 15" OL  | 29526  | Meer afbeeldingen                                                                       |
| Huis | Woonhuis                  |                                              |                   | Singelstraat 72        | 51° 30' 7" NB, 3° 37' 15" OL  | 29527  | Meer afbeeldingen                                                                       |
| Dubbel herenhuis, volgens gedenksteen in portiek nr | Woonhuis                  | 1888                                         |                   | Stationsstraat 9       | 51° 29' 48" NB, 3° 37' 1" OL  | 508336 | Dubbel herenhuis, volgens gedenksteen in portiek nr                                     |